# Кафедральный собор Порту-Алегри
Кафедральный собор Порту-Алегри, или церковь Пресвятой Богоматери Порту-Алегри (порт. Catedral Metropolitana de Porto Alegre; Igreja Matriz de Nossa Senhora da Madre de Deus de Porto Alegre) — римско-католический храм в Порту-Алегри, столице бразильского штата Риу-Гранди-ду-Сул. Расположен в историческом центре города на площади Марешал-Деодору.

## История
История основания прихода Пресвятой Богоматери тесно связана с происхождением города Порту-Алегри. В то время, когда Порту-Алегри был портом, а столицей капитанства был Виаман, в Порту-Алегру прибыли азорских переселенцы и присутствовали солдаты из Сан-Паулу, ожидающие продолжения своей христианской миссии, было сочтено необходимым предоставить им религиозные услуги, и в 1753 году для них был назначен кармелитский священник. Затем была построена скромная часовня Святого Франциска Ран, по которой город стал называться Сан-Франциско-ду-Порту-дус-Касаис. Часовня была построена рядом с Руа-да-Прайя и представляла собой не более чем хижину из прутьев и глинобитных труб.
В 1755 году монах Фаустино был переведён в Триунфо, в результате чего народ снова оказался в зависимости от викария прихода церкви Зачаития Богородицы Виамана, который из-за своей большой территории не мог заботиться о людях, поселившихся в Сан-Франциско-ду-Порту-дус-Касаис. По просьбе губернатора капитанства Марселино де Фигейреду 26 марта 1772 года был создал отдельный приход Сан-Франциско-ду-Порту-дус-Касаис. В том же положении он также просил построить новую церковь в качестве приходской, так как там еще не было церкви, которая могла бы служить таковой. 18 января 1773 года епископ Рио-де-Жанейро изменил покровителя нового прихода со святого Франциска на Богоматерь (Мадре-де-Деус). Вся территория Порту-Алегри принадлежала приходу Мадре-де-Деус до 1832 года, когда были созданы приходы Богоматери Скорбящей и Богоматери Розария.

### Старая церковь Богоматери

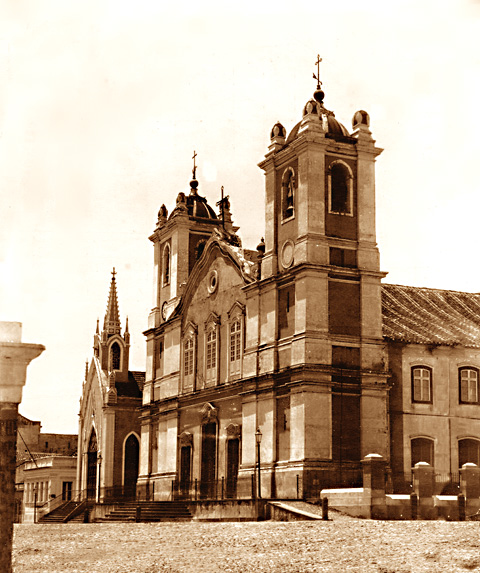
Старая церковь Богоматери в 1900 году.

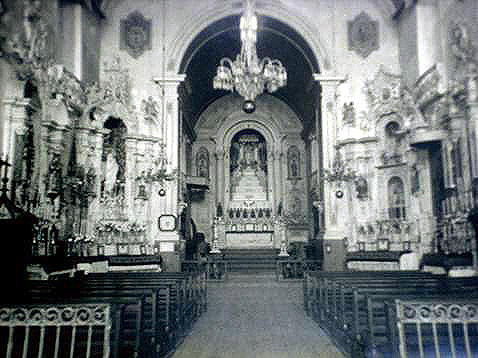
Интерьер старой церкви Богоматери.

С переносом столицы штата из Виамана в Порту-дус-Касаис стала очевидной необходимость строительства новой гораздо более крупной церкви, соответствующей столичному статусу города. 12 июля 1772 года вице-король приказал выделить участок земли для строительства.
Проект в стиле барокко с трёхпролетным строением, окружённым двумя колокольнями, был завершен в Рио-де-Жанейро в 1774 году. В июне того же года первые шаги к строительству были сделаны Братством Святого Причастия и Братством Пресвятой Богоматери, обоими руководили отец Фариа и губернатор Марселино де Фигейреду. Строительство, наконец, началось в конце 1779 года.
Основное здание церкви было завершено в 1794 году, но в 1820 году башни всё ещё не были закончены. Такое состояние незавершённости продолжалось до администрации графа Кашиаса, который приказал в 1846 году завершить левую башню, оштукатурить внешнюю часть и отремонтировать крышу, которая уже разваливалась. С 1841 года Братство Святого Причастия, даже при недостроенном храме, уже жаловалось на его тесные размеры и ухудшение условий, желая построить другую, более просторную церковь. 7 мая 1848 года римский папа Пий IX буллой Ad Oves Dominicas Rite Pascendas создал епархию Сан-Педру-ду-Риу-Гранди-ду-Сул, назначив в той же булле церковь Пресвятой Богоматери временным собором.
Идея нового здания витала в воздухе, но только при Доме Жуане Беккере началось реальное рассмотрение вопроса о замене старой церкви. В 1915 году был проведён конкурс на выбор нового плана, в котором проекты Тео Видерсфана и Йохана Оле Бааде были удостоены наград, а победителем стал испанский архитектор Хесус Мария Корона, который спроектировал огромный неоготический собор с пятью нефами и башнями высотой 72 м, с криптой в стиле мануэлино. Проект подвергся критике со всех сторон, особенно со стороны Инженерной школы, что привело к его отказу. Кроме этого, его автор имел репутацию анархиста. Два других победителя, Видерспан и Бааде, оба были протестантами, что могло вызвать сопротивление внутри Католической церкви. Ни один из планов не был пригоден к реализации, и архиепископ отправил их в Рим и попросил архитектора Римской курии Джованни Баттиста Джовенале пересмотреть их. Джовеналле был уважаемым архитектором, профессором Академии изящных искусств Святого Луки в Риме и членом Комиссии по сакральному искусству собора Святого Петра. Джовеналле присвоил себе заслугу за работу (Гюнтер Ваймер утверждает, что его пересмотр был небольшим, в значительной степени использовавшим проект, представленный Видерспаном) и передал большую часть технической работы чеху, работавшему в Бразилии, Йозефу Груби.